# Échevin
Un échevin (en luxemburguès: Schäffe; en alemany: Schöffe) és un membre de l'administració d'una comuna de Luxemburg. Tots junts, formen el collège échevinal (alemany: Schöffenrat), encarregat d'ajudar al batlle municipal a gestionar l'administració. A la majoria de comunes, els échevins tenen assignats diferents rols dins de l'administració, adoptant responsabilitats separades dins del gabinet.
Els échevins són escollits pel consell comunal, i representen el saber fer de la coalició de govern. Formalment, els échevins de les ciutats eren triats pel Gran Duc, mentre que els d'altres municipalitats eren escollits pel Ministre de l'Interior. Els échevins han de ser membres del consell comunal i tenir nacionalitat luxemburguesa.
La majoria de comunes tenen dos échevins, però les més poblades tenen dret a tenir-ne més, sempre que s'adeqüin al decret grand ducal: comunes d'entre 10.000 i 19.999 habitants poden tenir tres, comunes de 20.000 o més poden tenir quatre, i Ciutat de Luxemburg en pot tenir fins a sis.

## Alderman
En una carta enviada des de l'ambaixada de Luxemburg al Regne Unit a tots els residents del país amb nacionalitat luxemburguesa, es va traduir el concepte en francès échevin a alderman, en anglès.